# レイモン・セッションズ
レイモン・セッションズ（Ramon Sessions, 1986年4月11日 - ）はアメリカ合衆国サウスカロライナ州マートルビーチ出身の元バスケットボール選手。ポジションはポイントガード。

## 学生時代
マートルビーチ高校卒業後、ネバダ大学リノ校に進学。1年目の2004-05シーズンは平均9.0得点を記録してカンファレンスのオールニューカマーチームに選出、3年目の2006-07シーズンには平均12.3得点を記録しカンファレンスの2ndチームに選ばれ、ボブ・クージー賞（優秀なPGに贈られるカレッジバスケ界のタイトル）では最終候補者まで残った。4年生には進学せず、2007年のNBAドラフトにアーリーエントリーした。

## NBAキャリア
ドラフトでは2巡目全体56位指名という低評価を受けてミルウォーキー・バックスに入団。すぐにNBDL行きとなり、ルーキーシーズンの大半はタルサ・シックスティシクサーズで過ごした。セッションズは2007-08シーズンの最初の週に30.5得点5.0アシストを記録し、NBDLの週間MVPを受賞、シーズン後半にも週間MVPを受賞している。セッションズは66ersでのプレイで29.6得点8.0リバウンド12.3アシストを記録している。
NBDLでの活躍により、セッションズは1月にバックスからの招集を受けるが、手首の負傷により彼のNBAデビュー戦は遅れてしまい、3月9日にようやくNBA公式戦初出場を果たし、2得点をあげた。その後モーリス・ウィリアムズの故障により出場時間を確保し、4月2日のワシントン・ウィザーズ戦では劇的な決勝シュートを決めると、最後の7試合では2桁アシストを連発し、特に4月14日のシカゴ・ブルズ戦ではバックスのフランチャイズ記録となる24アシストをあげ、周囲を驚かせた。この試合では20得点もあげており、バックス史上初の20得点20アシスト以上達成者となった。ルーキーシーズンは17試合の出場のみに留まったが、シーズン終盤の追い上げで成績を伸ばし、8.1得点7.5アシストの成績を残した。
2008-09シーズンは開幕から先発に抜擢されるが、3試合目からルーク・リドナーに先発の座を譲り、以後暫くはシックスマンとして過ごす。しかしシーズン後半に先発に復帰すると、ここからセッションズの得点力が爆発し、2桁得点の試合を連発。2月7日のデトロイト・ピストンズ戦では44得点12アシストをあげ、4月1日のロサンゼルス・レイカーズ戦では16得点10リバウンド16アシストとキャリア初のトリプル・ダブルを達成している。このシーズンは12.4得点5.7アシストの成績を残した。
シーズン終了後に制限付きFAとなり、2009年9月4日、4年1,600万ドルでミネソタ・ティンバーウルブズと契約した。
2010年7月27日、レブロン・ジェームズが退団したクリーブランド・キャバリアーズに、ライアン・ホリンズ、ドラフト2巡指名権とともに、デロンテ・ウェスト、セバスチャン・テルフェアとのトレードで移籍した。
2012年3月15日、クリスチャン・アイエンガと共にジェイソン・カポノ、ルーク・ウォルトン、ドラフト1巡指名権とのトレードでロサンゼルス・レイカーズに移籍した。
2012年7月13日、シャーロット・ボブキャッツと2年契約を結んだ。
2014年2月20日、ジェフ・エイドリエンとともにゲイリー・ニール、ルーク・リドナーとのトレードでミルウォーキー・バックスに復帰した。
2014年9月22日、サクラメント・キングスと2年契約を結んだが、2015年2月19日にワシントン・ウィザーズに移籍した。
2016年7月4日、シャーロット・ホーネッツと2年1260万ドルの契約を結んだが、シーズン終了後に解雇。
2017年7月28日、ニューヨーク・ニックスと契約した。2018年1月13日、ニックスから解雇された。2月23日、ワシントン・ウィザーズと10日間契約を結んだ。

## ドラフト時の評価
ポイントガードとしてはサイズがあり、小柄なポイントガード相手には有利に働く。NBAにおいて得点力が通じるかは疑問があり、アスレチック能力も決して高くないが、ボールハンドリングには優れている。現役NBA選手ではジャレット・ジャックにたとえられる。
| ウイングスパン | 垂直跳 | コート3/4（約21m）走 | ベンチプレス（84kg） |
| -------------- | ------ | -------------------- | -------------------- |
| 194cm          | 74.9cm | 3.27秒               | 8回                  |

## 個人成績

### レギュラーシーズン
| シーズン   | チーム     | GP  | GS  | MPG  | FG%  | 3P%  | FT%  | RPG | APG | SPG | BPG | TO  | PPG  |
| ---------- | ---------- | --- | --- | ---- | ---- | ---- | ---- | --- | --- | --- | --- | --- | ---- |
| 2007–08    | MIL        | 17  | 7   | 26.5 | .436 | .429 | .780 | 3.4 | 7.5 | 1.0 | .2  | 2.1 | 8.1  |
| 2008–09    | MIL        | 79  | 39  | 27.5 | .445 | .176 | .794 | 3.4 | 5.7 | 1.1 | .1  | 1.9 | 12.4 |
| 2009–10    | MIN        | 82  | 1   | 21.1 | .456 | .067 | .717 | 2.6 | 3.1 | .7  | .1  | 1.7 | 8.2  |
| 2010–11    | CLE        | 81  | 38  | 26.3 | .466 | .200 | .823 | 3.1 | 5.2 | .7  | .1  | 2.2 | 13.3 |
| 2011–12    | CLE        | 41  | 4   | 24.5 | .398 | .419 | .830 | 3.1 | 5.2 | .7  | .0  | 2.0 | 10.5 |
| 2011–12    | LAL        | 23  | 19  | 30.5 | .479 | .486 | .713 | 3.8 | 6.2 | .7  | .1  | 2.6 | 12.7 |
| 2011-12計  | LAL        | 64  | 23  | 26.7 | .428 | .443 | .782 | 3.3 | 5.5 | .7  | .0  | 2.2 | 11.3 |
| 2012–13    | CHA        | 61  | 0   | 27.1 | .408 | .308 | .839 | 2.8 | 3.8 | .8  | .1  | 1.7 | 14.4 |
| 2013–14    | CHA        | 55  | 7   | 23.7 | .409 | .221 | .782 | 2.1 | 3.7 | .6  | .1  | 1.7 | 10.5 |
| 2013–14    | MIL        | 28  | 12  | 32.5 | .461 | .357 | .841 | 3.1 | 4.8 | .6  | .1  | 2.0 | 15.8 |
| 2013-14計  | MIL        | 83  | 19  | 26.7 | .429 | .282 | .807 | 2.4 | 4.1 | .6  | .1  | 1.8 | 12.3 |
| 2014–15    | SAC        | 36  | 7   | 17.8 | .344 | .214 | .727 | 1.9 | 2.7 | .4  | .0  | 1.4 | 5.4  |
| 2014–15    | WAS        | 28  | 3   | 19.5 | .411 | .406 | .812 | 2.7 | 3.1 | .6  | .0  | 1.3 | 7.4  |
| 2014-15計  | WAS        | 64  | 10  | 18.6 | .374 | .317 | .769 | 2.3 | 2.8 | .5  | .0  | 1.3 | 6.3  |
| 2015–16    | WAS        | 82  | 5   | 20.3 | .473 | .324 | .756 | 2.5 | 2.9 | .6  | .1  | 1.4 | 9.9  |
| 2016–17    | CHO        | 50  | 1   | 16.2 | .380 | .339 | .771 | 1.5 | 2.6 | .5  | .1  | .9  | 6.2  |
| 2017–18    | NYK        | 13  | 3   | 12.8 | .321 | .182 | .800 | 1.4 | 2.1 | .5  | .1  | 1.2 | 3.7  |
| 2017–18    | WAS        | 15  | 0   | 15.0 | .391 | .400 | .762 | 1.3 | 3.3 | .5  | .1  | 1.0 | 5.9  |
| 2016-17計  | WAS        | 28  | 3   | 14.0 | .359 | .308 | .772 | 1.4 | 2.8 | .5  | .1  | 1.1 | 4.9  |
| 通算：11年 | 通算：11年 | 691 | 146 | 23.3 | .434 | .316 | .791 | 2.7 | 4.1 | .7  | .1  | 1.7 | 10.3 |

### プレーオフ
| シーズン  | チーム    | GP | GS | MPG  | FG%  | 3P%  | FT%  | RPG | APG | SPG | BPG | TO  | PPG |
| --------- | --------- | -- | -- | ---- | ---- | ---- | ---- | --- | --- | --- | --- | --- | --- |
| 2012      | LAL       | 12 | 12 | 31.7 | .377 | .160 | .743 | 3.0 | 3.6 | .3  | .1  | 1.8 | 9.7 |
| 2015      | WAS       | 10 | 3  | 21.8 | .371 | .400 | .684 | 2.4 | 2.3 | .4  | .1  | 1.0 | 7.5 |
| 出場：2回 | 出場：2回 | 22 | 15 | 27.2 | .375 | .280 | .722 | 2.7 | 3.0 | .4  | .1  | 1.5 | 8.7 |

### 記録
- 1試合24アシスト：2008年4月14日（バックス球団記録）
- トリプル・ダブル：1回（2009年4月1日）
- 通算得点：7141
- 通算リバウンド：1840
- 通算アシスト：2807
- 通算スティール：472
- 通算ブロック：52